# Frankie Hejduk
Frank Daniel Hejduk (La Mesa, 1974. augusztus 5. –) amerikai válogatott labdarúgó.

## Fordítás
- Ez a szócikk részben vagy egészben  a   Frankie Hejduk című angol Wikipédia-szócikk fordításán alapul.  Az eredeti cikk szerkesztőit annak laptörténete sorolja fel. Ez a jelzés csupán a megfogalmazás eredetét és a szerzői jogokat jelzi, nem szolgál a cikkben szereplő információk forrásmegjelöléseként.